# 上田なりゆき
上田 なりゆき（うえだ なりゆき、1954年1月18日 - ）は日本映画の照明技師。熊本県出身。

## 参加作品
- ZIPANG（1990年）
- 月はどっちに出ている（1993年）
- ジュブナイル（2000年）
- いま、会いにゆきます（2004年）
- レディ・ジョーカー（2004年）
- 空中庭園（2005年）
- 初恋（2006年）
- しゃべれども しゃべれども（2007年）
- ラブファイト（2008年）
- 太平洋の奇跡 -フォックスと呼ばれた男-（2011年）
- 永遠の0（2013年）
- 彼らが本気で編むときは、（2017年）
- アルキメデスの大戦（2019年）
- 閉鎖病棟 -それぞれの朝-（2019年）
- ゴジラ-1.0（2023年）

## 受賞歴
- 1999年 - 第22回日本アカデミー賞最優秀照明賞[1]
- 2014年 - 第38回日本アカデミー賞最優秀照明賞（『永遠の0』）[2]
- 2024年 - 第47回日本アカデミー賞最優秀照明賞（『ゴジラ-1.0』）[3][4]